# 소년 파르티잔
《소년 파르티잔》(Partisan)은 2015년 공개된 오스트레일리아의 드라마 영화이다. 2015년 선댄스 영화제에서 초연되었다.

## 출연

### 주연
- 뱅상 카셀
- 제레미 샤브리엘

### 조연
- 플로렌스 메자라

## 기타
- 총괄프로듀서: 조슈아 아스트라컨
- 프로듀서: 사라 쇼
- 미술: 사라 신글러
- 미술: 스티븐 존스-에반스
- 세트: 바네사 세른
- 의상: 사라 신글러